# 大曲駅 (秋田県)

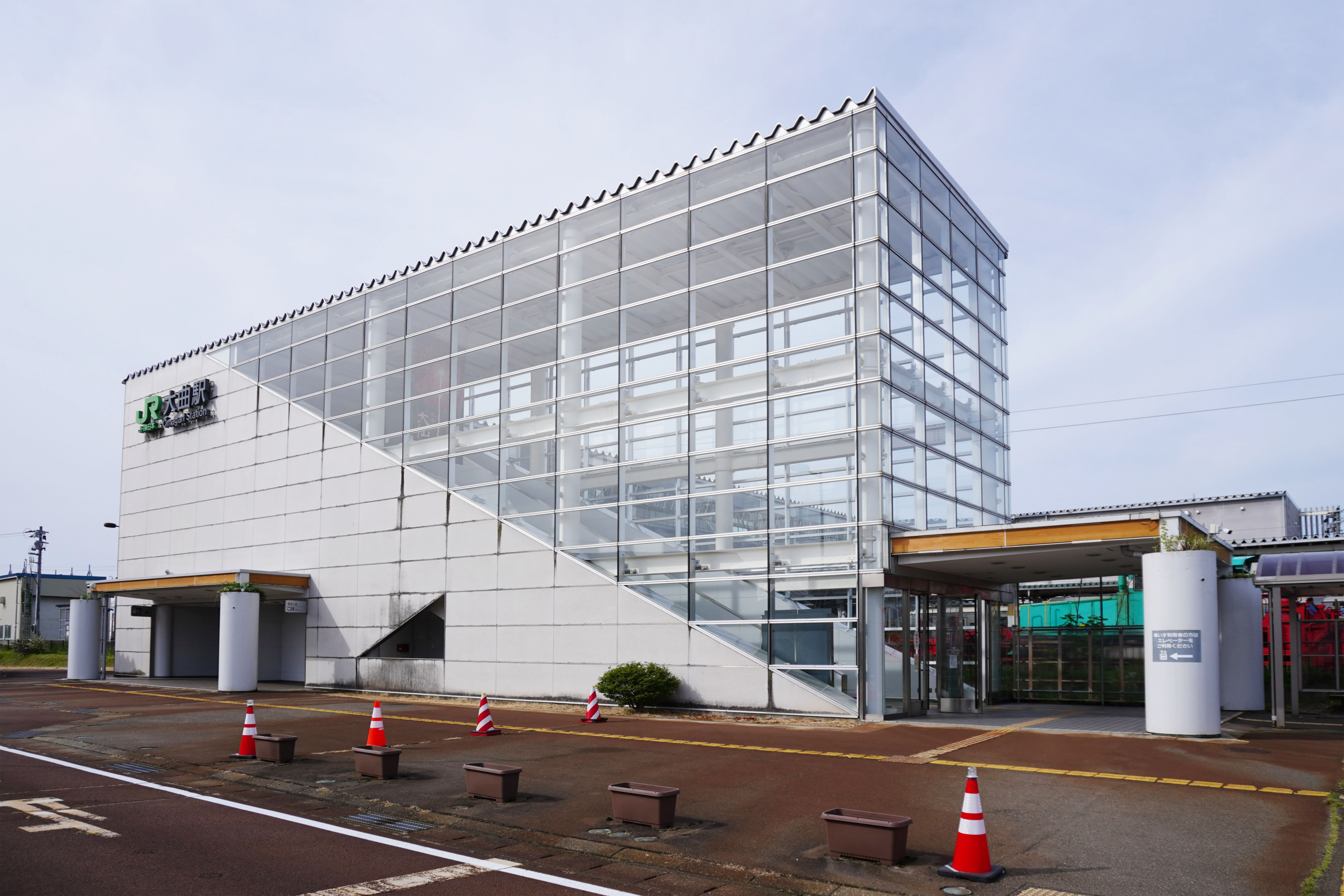
東口（2024年5月）

大曲駅（おおまがりえき）は、秋田県大仙市大曲通町にある、東日本旅客鉄道（JR東日本）の駅である。
大仙市の中心駅である。事務管コードは▲220847を使用している。

## 乗り入れ路線
当駅の所属線である奥羽本線と、当駅を起点とする田沢湖線の2路線が乗り入れている。
また、当駅はミニ新幹線である秋田新幹線の停車駅となっており、同新幹線は田沢湖線と奥羽本線秋田駅方面とを直通運転している。このため、田沢湖線は新幹線に合わせた標準軌（軌間1,435ミリメートル）が用いられており、奥羽本線秋田方面は在来線列車用の狭軌（軌間1,067ミリメートル）と、秋田新幹線用の標準軌との並列区間となっている。

## 歴史
- 1904年（明治37年）12月21日：逓信省（のちに日本国有鉄道）奥羽北線の駅として仙北郡大曲町に開業[新聞 1]（当時は地上駅）。
- 1921年（大正10年）7月30日：生保内軽便線（現・田沢湖線）が開業し、接続駅となる[4]。
- 1947年（昭和22年）8月14日：昭和天皇の戦後巡幸のお召し列車が停車。駅前奉迎が行われる[5]。
- 1963年（昭和38年）：横手機関区大曲支区からSLの配置がなくなる。
- 1965年（昭和40年）ごろ：横手機関区大曲支区が廃止。
- 1973年（昭和48年）3月29日：みどりの窓口の営業を開始[新聞 2]。
- 1986年（昭和61年）
  - 11月1日：貨物（新聞紙を除く）および荷物の扱いを廃止[3]。
  - 12月20日：直営のハンバーガーショップ「パナデリア・アッキー」が開店[新聞 3]。なお、1996年の駅舎改修時に閉店している[新聞 4]。
- 1987年（昭和62年）4月1日：国鉄分割民営化により、JR東日本の駅となる[3]。
- 1996年（平成8年）
  - 8月18日：駅舎改築工事に着手し、仮駅舎の使用を開始[新聞 5][新聞 6]。
- 1997年（平成9年）
  - 3月22日：秋田新幹線が開業。
  - 7月20日：橋上駅舎になる[新聞 7]（鈴木エドワード設計[新聞 8]）。
- 1998年（平成10年）：通産省グッドデザイン賞建築・環境デザイン部門・受賞[6][注 1]。
- 1999年（平成11年）：新幹線乗換改札口に自動改札機を導入。
- 2002年（平成14年）：東北の駅百選に選定される。
- 2004年（平成16年）12月21日：開業100周年。10月23日記念イベント開催。リゾートしらかみの延長運転などが行われた。
- 2009年（平成21年）3月21日：在来線に自動改札機を導入。
- 2010年（平成22年）5月8日：E6系導入に伴う新幹線ホーム延伸工事のため、新幹線乗換改札口が従来の位置より横手方に移設される。
- 2012年（平成24年）8月9日：発車メロディとして、秋田民謡の1つである「秋田おばこ節」の使用が開始される[報道 1]。
- 2017年（平成29年）7月1日：新幹線ホーム（11・12番線）の発車メロディが全国花火競技大会オープニング曲「夢の空」に変更される[報道 2]。
- 2019年（令和元年）9月30日：びゅうプラザの営業を終了[報道 3]。
- 2020年（令和2年）
  - 3月14日：新幹線eチケットサービスを開始[報道 4]。
  - 10月1日：田沢湖駅・角館駅の業務委託化に伴い、田沢湖駅 - 羽後長野駅間の管理が当駅に変更となる。
- 2021年（令和3年）
  - 3月13日：タッチでGo!新幹線のサービスを開始[報道 5][注 2]。
  - 8月4日：駅施設をリニューアル（西口下りエスカレーター、市観光情報センター「グランポール」カウンター席を設置）[新聞 9]。
- 2022年（令和4年）5月21日：当駅にて交代する運転士が、仮眠で寝過ごし「こまち41号」が約5分遅れで出発[新聞 10]。
- 2023年（令和5年）
  - 3月18日：横手統括センターと統合し、横手・大曲統括センター傘下となる。大曲駅長は横手・大曲統括センター副所長兼務となり、県南地区駅長は横手・大曲統括センター所長（横手駅長兼務）に変更。
  - 6月30日：当駅にて交代する男性運転士が、出発時刻を見間違え「こまち10号」が2分遅れで出発[新聞 11]。
  - 7月23日：待合室として使われている1階「市観光情報センター」の改修工事が終わり、現地で完成セレモニーを開催[新聞 12]。
  - 12月6日：藤井聡太竜王が当駅を訪れ、秋田新幹線こまちの出発式と、投排雪保守用車の運転を体験[新聞 13]。
- 2024年（令和6年）10月1日：えきねっとQチケのサービスを開始[1][報道 6]。
- 2025年（令和7年）
  - 1月22日：「大曲の花火」のデザインを模した駅名標に変更[7]。
  - 4月1日：地域と連携しながら施策を推進する「地域共創オフィス」を駅構内の事務室に設置[新聞 14]。

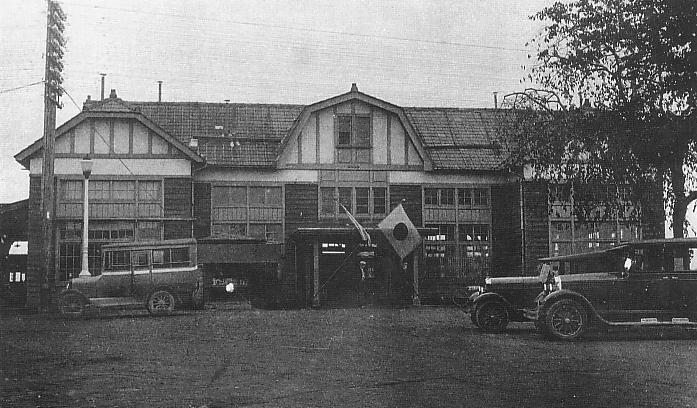
駅舎（大正撮影）

## 駅構造
地上駅で橋上駅舎を持つ。

### のりば
在来線ホームは単式ホーム1面1線（1番線）と島式ホーム1面2線（2・3番線）、計2面3線である。3番線は田沢湖線用の標準軌であり、線路はホームの中ほどで途切れている。
新幹線ホームは頭端式ホーム1面2線である。在来線ホームに比べると狭い。秋田新幹線は田沢湖線 - 奥羽本線秋田方面の直通のため、当駅でスイッチバックが行われる。在来線島式ホームの田沢湖線用線路終端部付近に中間改札が設けられており、そこから新幹線ホームへ通路が延びている。
| 番線   | 路線        | 方向 | 行先                 |
| ------ | ----------- | ---- | -------------------- |
| 狭軌   |             |      |                      |
| 1      | ■奥羽本線   | 下り | 神宮寺・秋田方面     |
| 2      | ■奥羽本線   | 上り | 横手・湯沢方面       |
| 標準軌 |             |      |                      |
| 3      | ■田沢湖線   | 上り | 角館・田沢湖方面     |
| 11     | ■秋田新幹線 | 上り | 盛岡・仙台・東京方面 |
| 12     | ■秋田新幹線 | 下り | 秋田方面             |

### 構内
中央改札口は2階にある。ただし、全国花火競技大会の開催時は、西口（旧中央口など）1階に臨時改札口が設置される。
直営駅（駅長配置）である。新幹線乗換改札口はJR東日本東北総合サービスに委託している。管理駅として、奥羽本線の神宮寺駅 - 羽後境駅間および田沢湖線の田沢湖駅 - 北大曲駅間の各駅を管理する。
みどりの窓口、自動券売機、指定席券売機が設置されている。また、新幹線乗換改札口には新幹線自動改札機、中央改札口には在来線自動改札機が設置されている。この自動改札機は新幹線eチケットサービスやタッチでGo!新幹線利用者向けに同サービスで利用できる交通系ICカードとして対応しているが、在来線乗車時には利用はできない。ただし、えきねっとQチケを利用する場合は、中央改札口・新幹線乗換改札口共に対応しているため、QRコードをかざして改札機を通過する。このほか、新幹線ホーム、みどりの窓口兼待合所にはキオスクがある。
1965年（昭和40年）ごろまでは構内に横手機関区大曲支区が設置されていた。1963年（昭和38年）まではSLも配置されており、国鉄C11形蒸気機関車が3両配置されていた（C11 66・107・135）。現在は既に撤去済みだが、機関区構内には転車台も設置されていた。

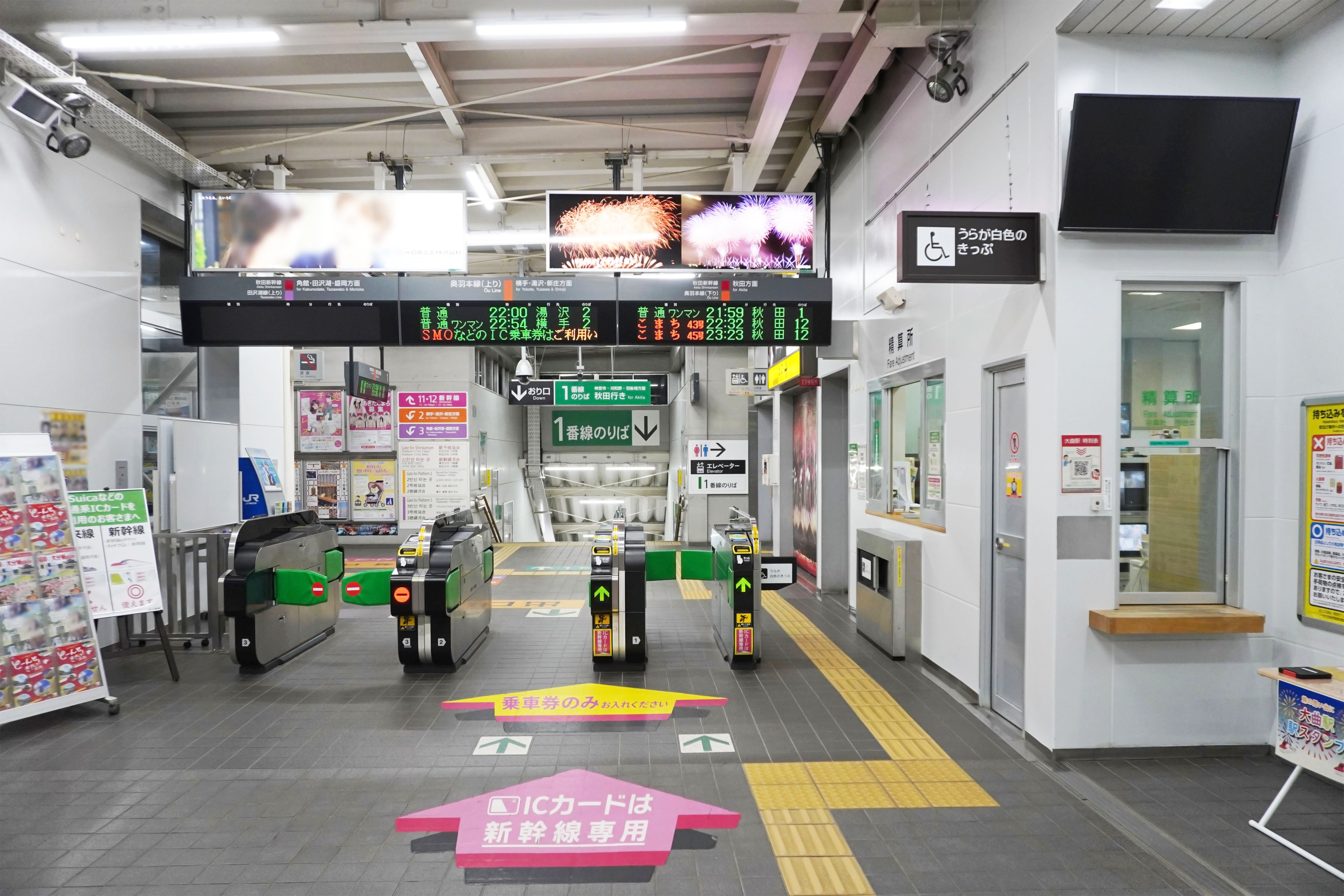
中央改札口（2024年5月）
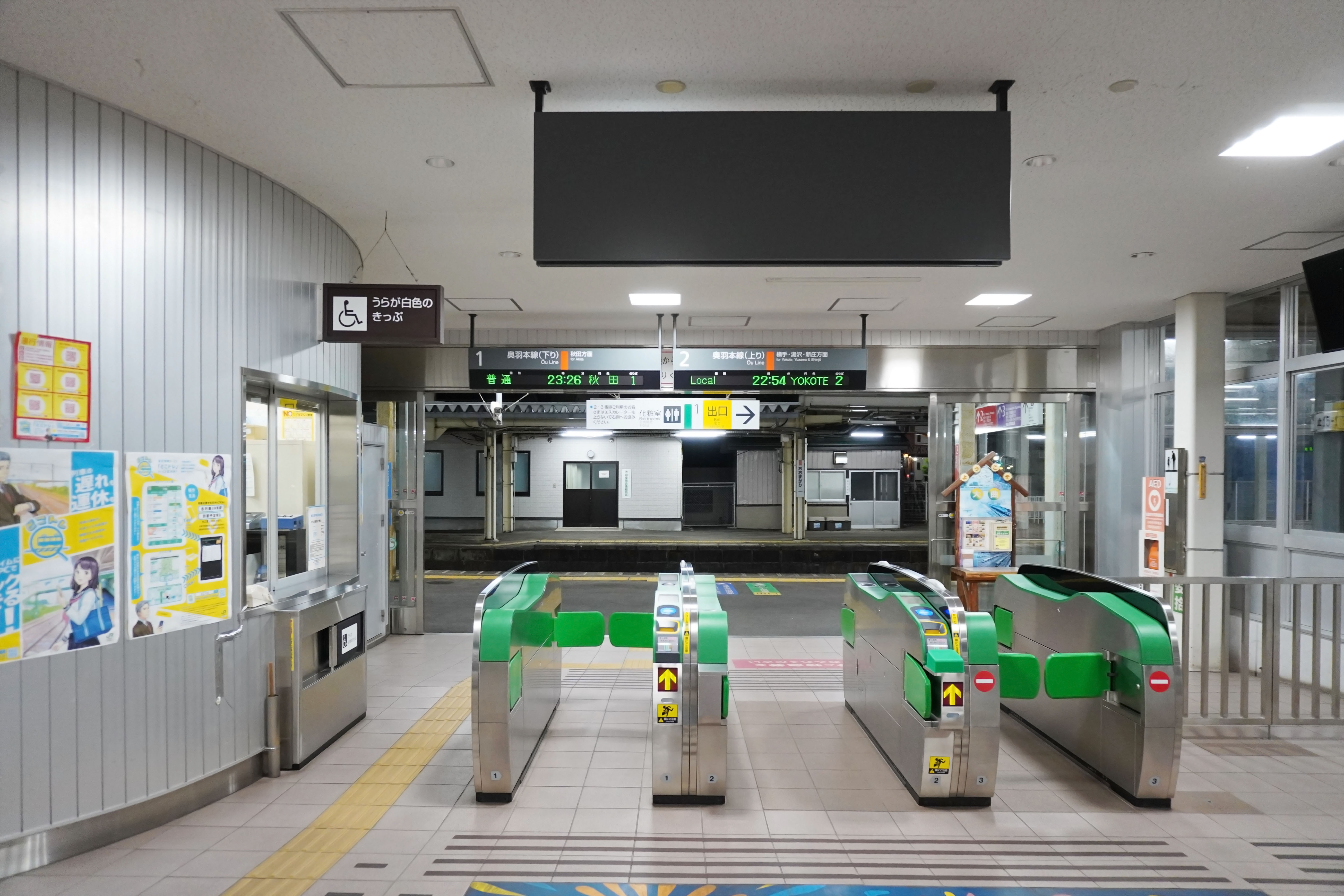
新幹線乗換改札口（2024年5月）
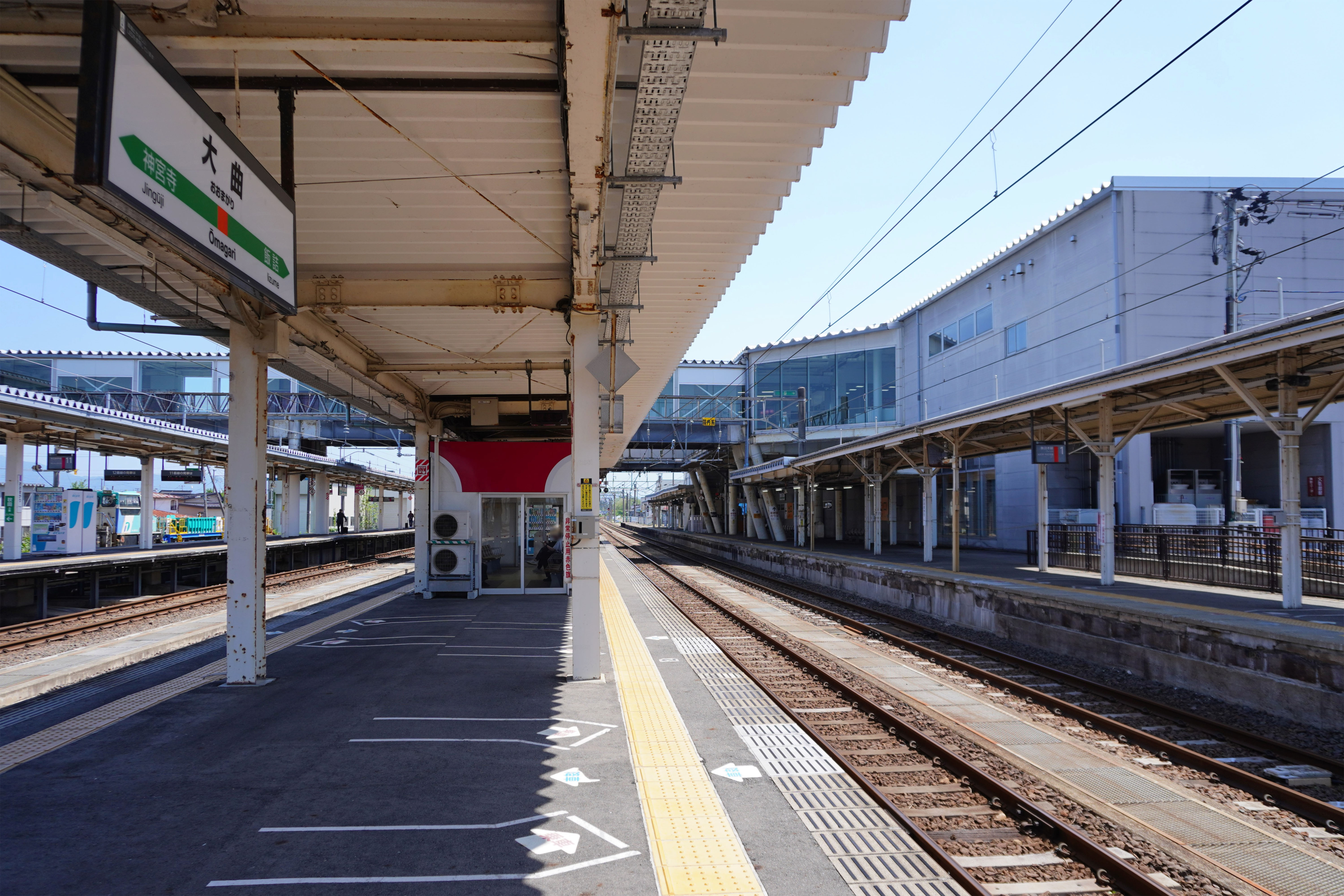
1 - 3番線ホーム（2024年5月）
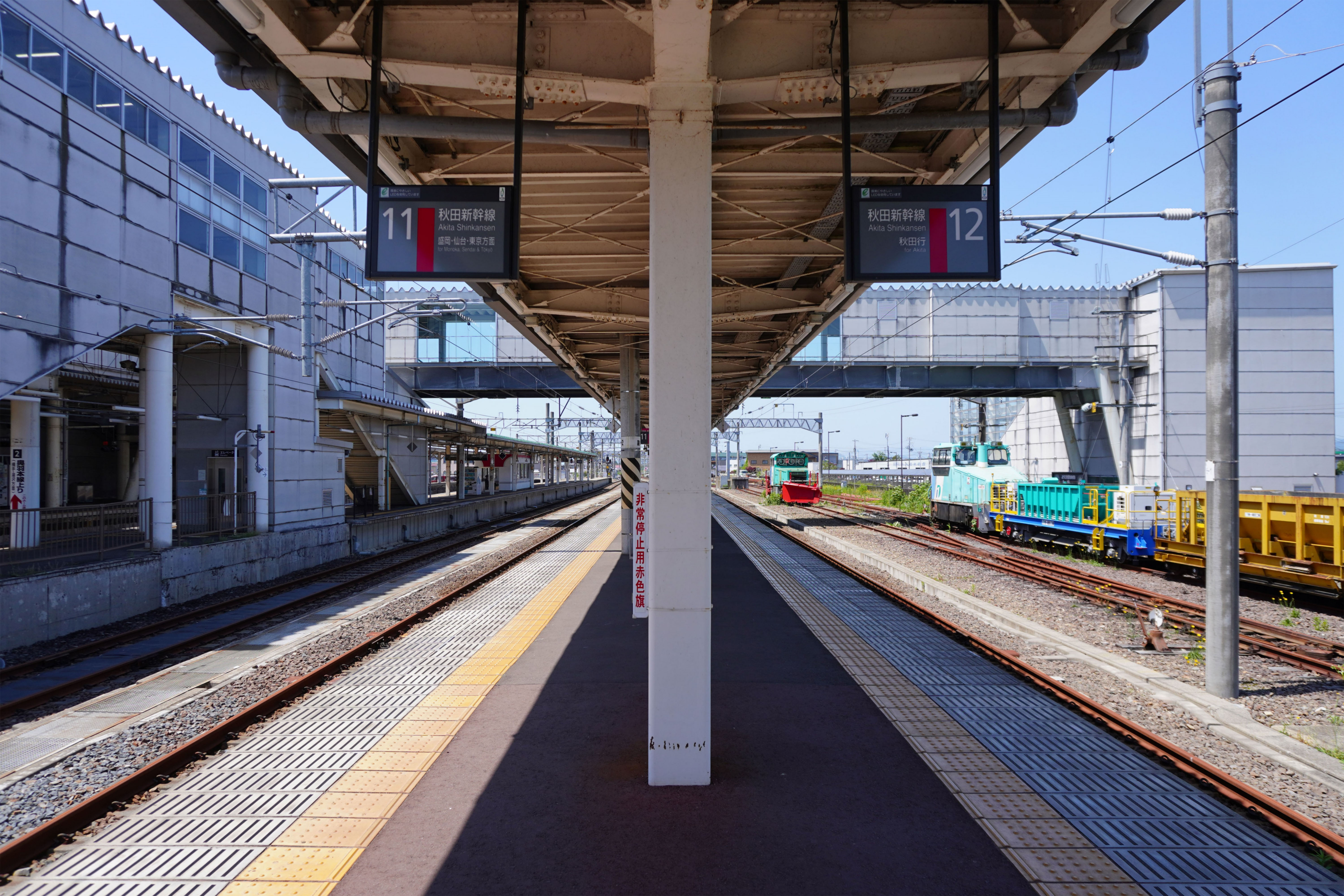
11・12番線ホーム（2024年5月）
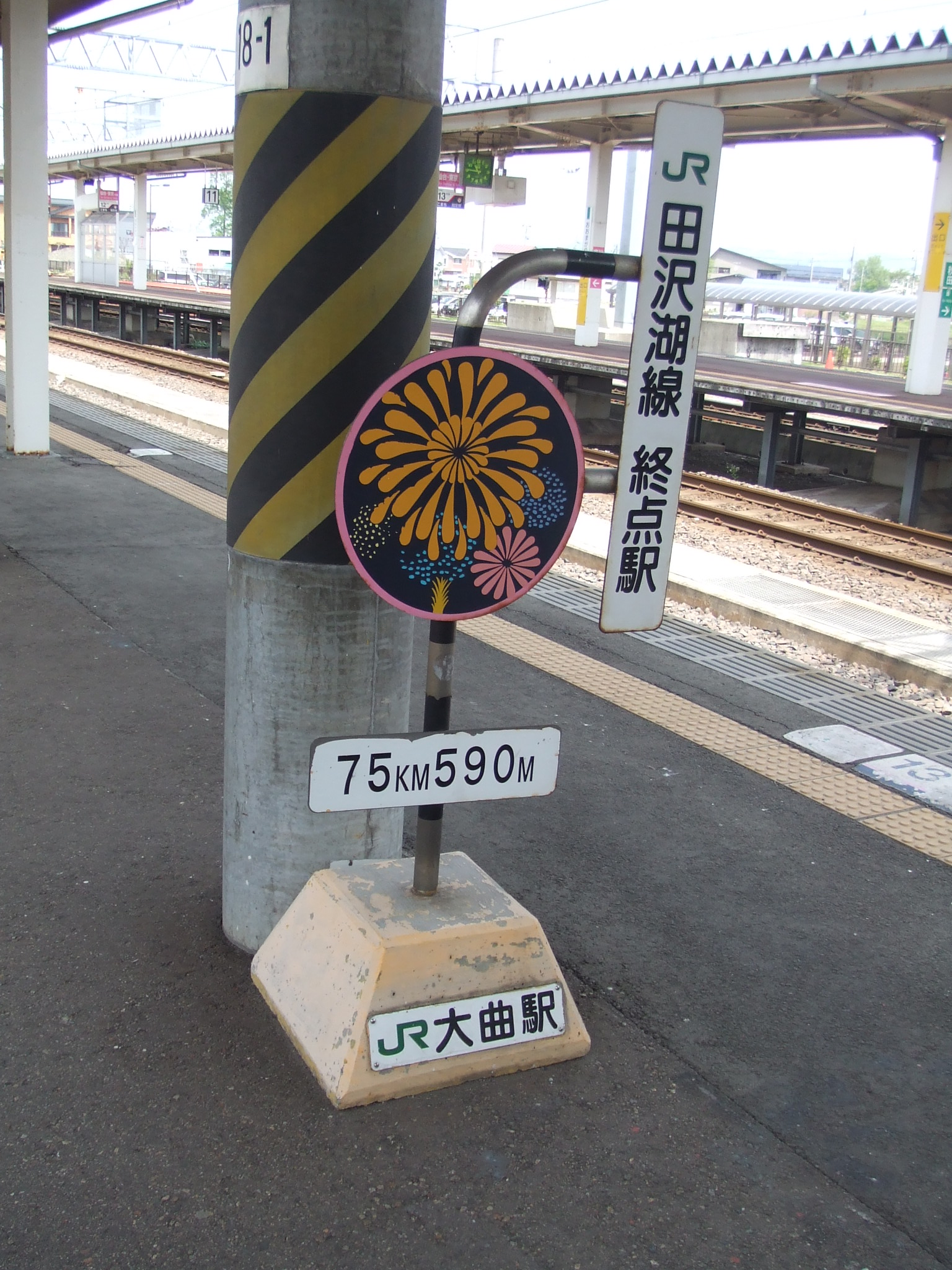
田沢湖線終点の案内[注 3]（2008年5月）
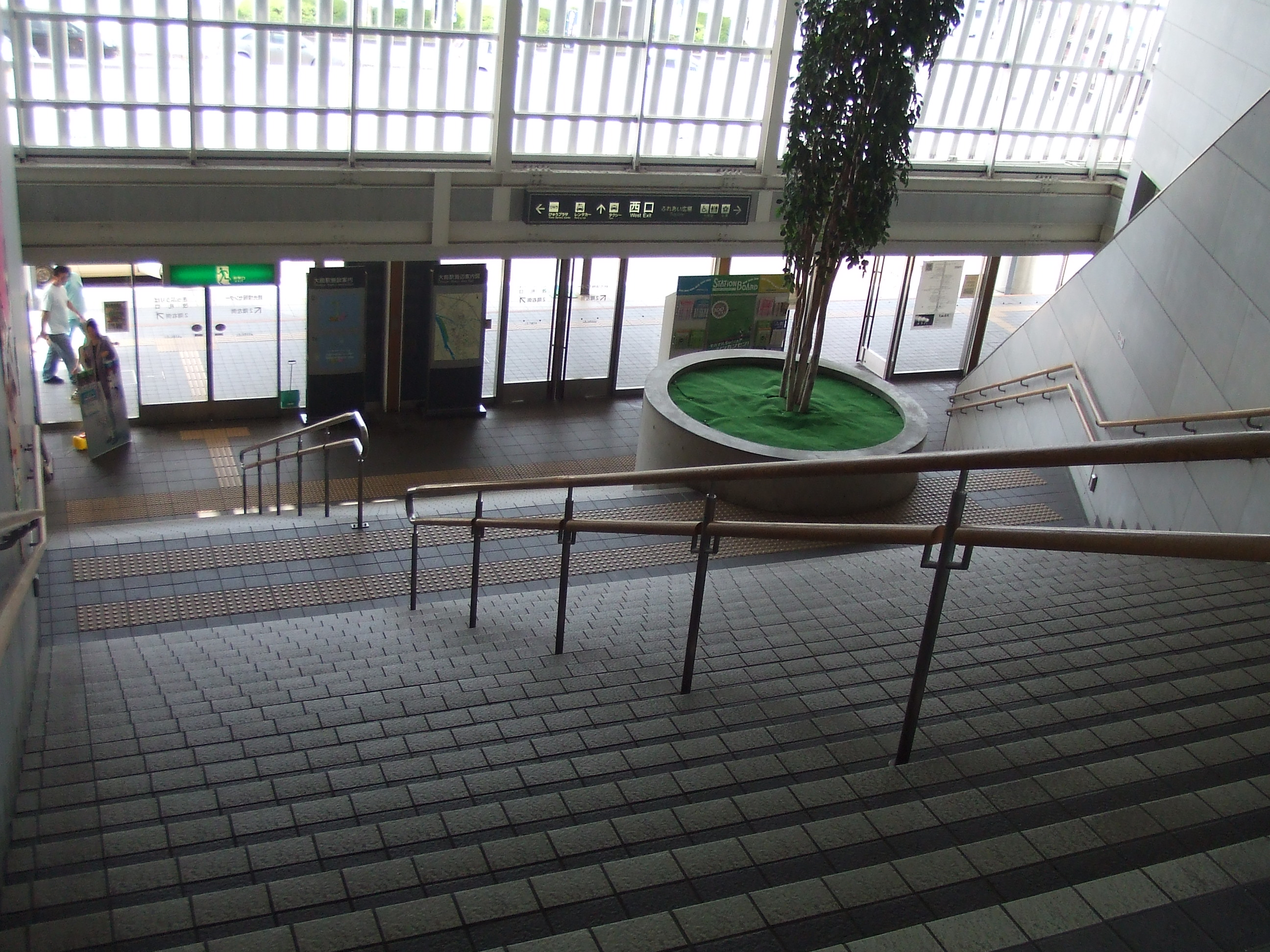
駅舎内階段付近（2008年5月）

### 全国花火競技大会開催時
- 花火大会開催日は臨時改札口のほか、行先別に区分けするためのフェンスが設置される。
  - 駅舎西口広場内に、駅舎に向って右側より「こまち」、田沢湖線（盛岡方面）、奥羽本線（横手方面）、奥羽本線（秋田方面）に分けられる[9]。
  - 「こまち」の列はさらに右側より、指定席、立席（秋田方面）、立席（盛岡方面）に分けられる[9]。

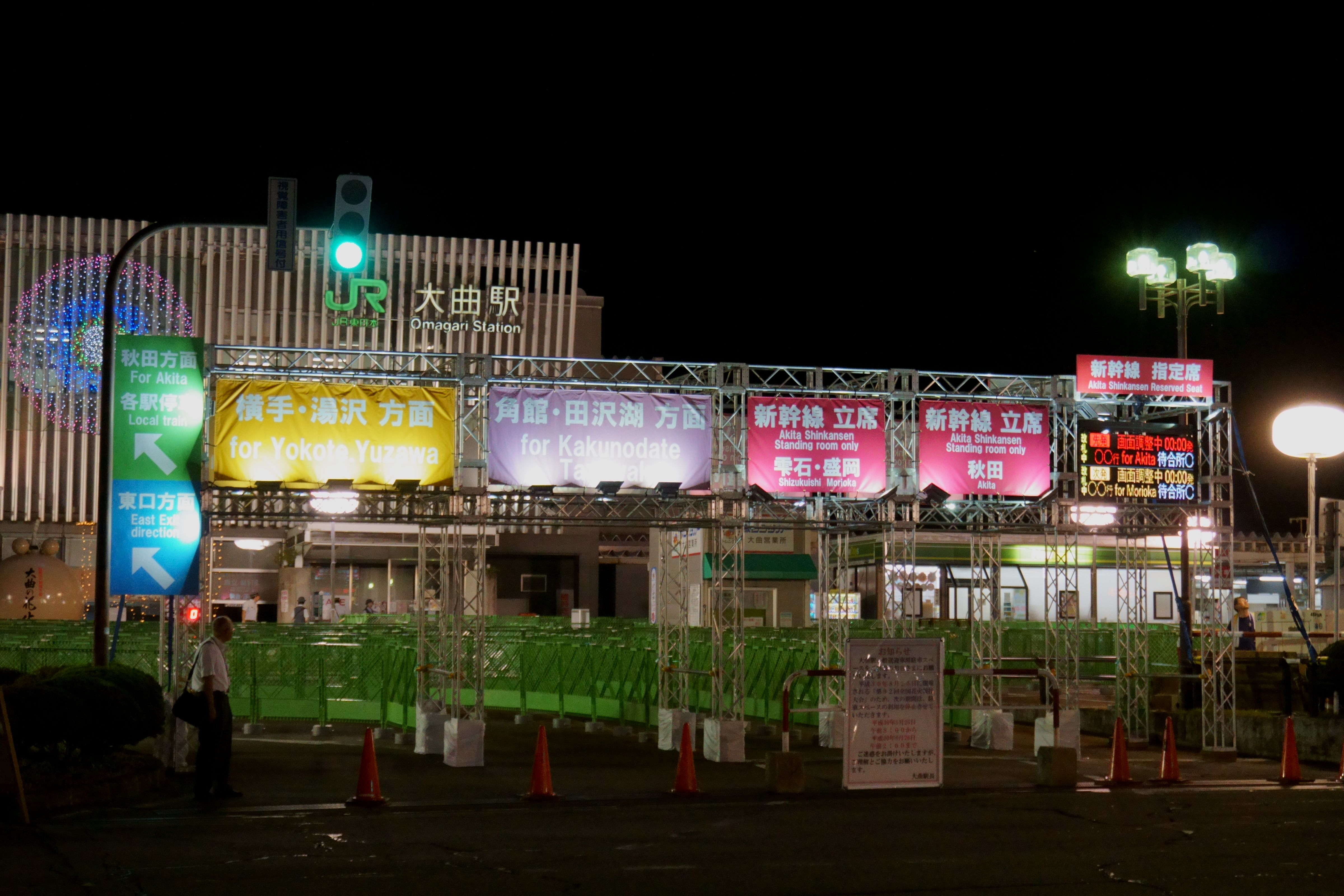
方面別に分けられた入場用通路（2018年8月）
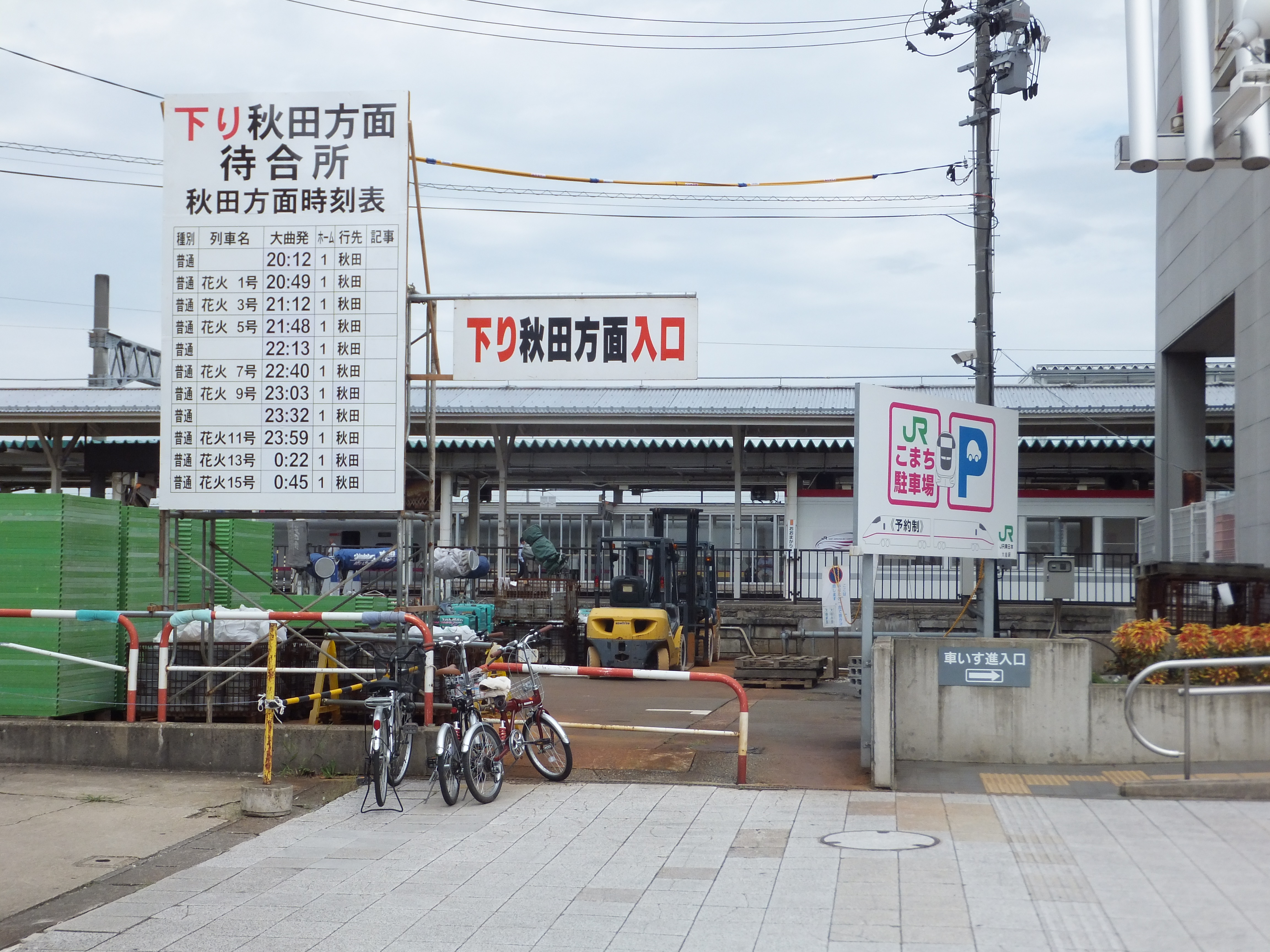
普通列車乗客の待機スペース （2013年8月）
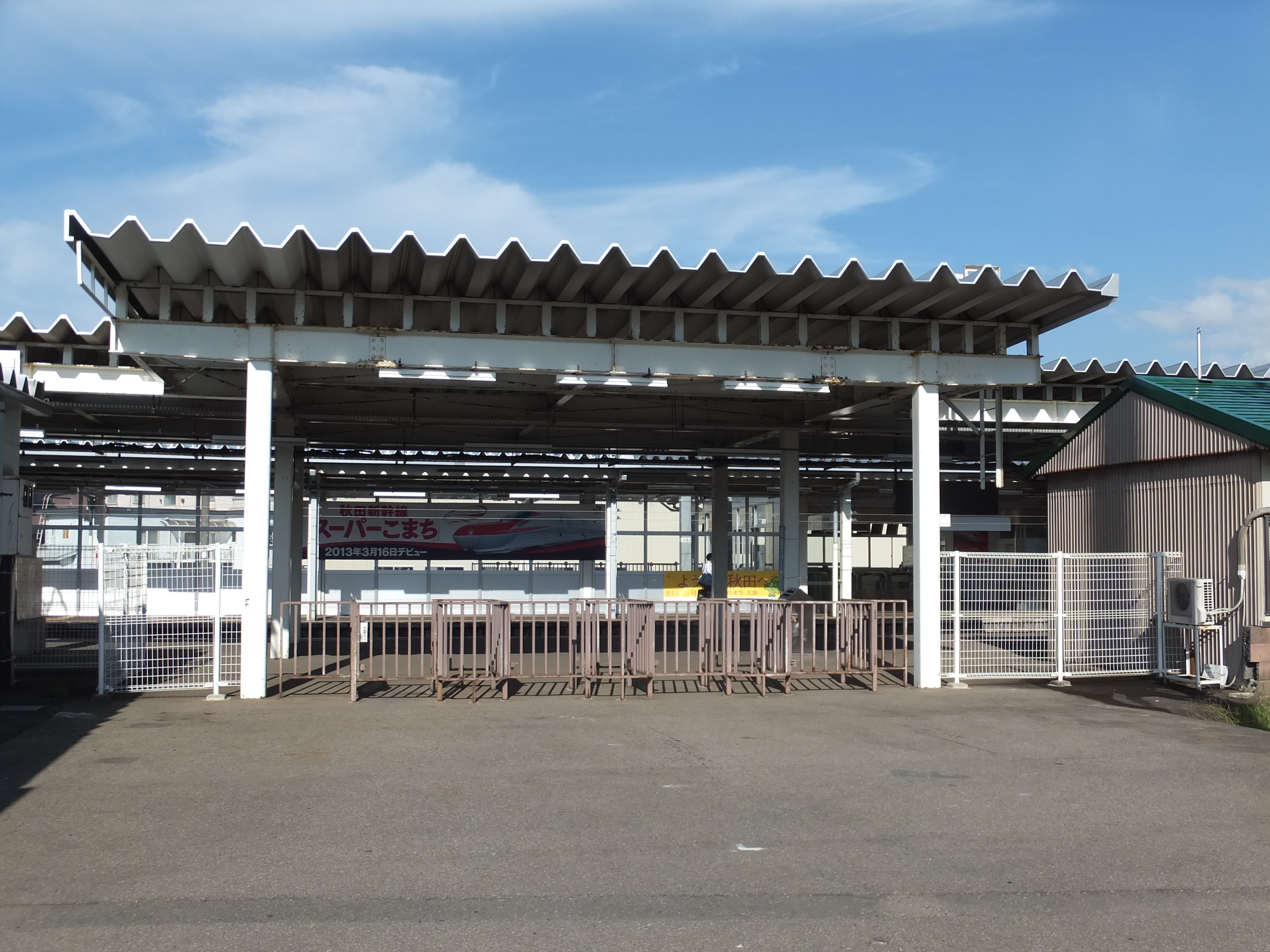
常設の臨時入場口（2013年9月）

## 駅弁
2017年（平成29年）ごろまでは、主な駅弁として以下を販売していた。
- 秋田日本海たこびより

## 利用状況
JR東日本によると、2023年度（令和5年度）の1日平均乗車人員は1,822人である。
2000年度（平成12年度）以降の推移は以下のとおりである。
| 1日平均乗車人員推移 | 1日平均乗車人員推移 | 1日平均乗車人員推移 | 1日平均乗車人員推移 | 1日平均乗車人員推移 |
| 年度                | 定期外              | 定期                | 合計                | 出典                |
| ------------------- | ------------------- | ------------------- | ------------------- | ------------------- |
| 2000年（平成12年）  |                     |                     | 2,748               | [ 利用客数 2 ]      |
| 2001年（平成13年）  |                     |                     | 2,631               | [ 利用客数 3 ]      |
| 2002年（平成14年）  |                     |                     | 2,479               | [ 利用客数 4 ]      |
| 2003年（平成15年）  |                     |                     | 2,423               | [ 利用客数 5 ]      |
| 2004年（平成16年）  |                     |                     | 2,389               | [ 利用客数 6 ]      |
| 2005年（平成17年）  |                     |                     | 2,337               | [ 利用客数 7 ]      |
| 2006年（平成18年）  |                     |                     | 2,350               | [ 利用客数 8 ]      |
| 2007年（平成19年）  |                     |                     | 2,273               | [ 利用客数 9 ]      |
| 2008年（平成20年）  |                     |                     | 2,247               | [ 利用客数 10 ]     |
| 2009年（平成21年）  |                     |                     | 2,153               | [ 利用客数 11 ]     |
| 2010年（平成22年）  |                     |                     | 2,160               | [ 利用客数 12 ]     |
| 2011年（平成23年）  |                     |                     | 2,066               | [ 利用客数 13 ]     |
| 2012年（平成24年）  | 863                 | 1,222               | 2,086               | [ 利用客数 14 ]     |
| 2013年（平成25年）  | 905                 | 1,245               | 2,150               | [ 利用客数 15 ]     |
| 2014年（平成26年）  | 894                 | 1,198               | 2,093               | [ 利用客数 16 ]     |
| 2015年（平成27年）  | 897                 | 1,230               | 2,127               | [ 利用客数 17 ]     |
| 2016年（平成28年）  | 894                 | 1,184               | 2,078               | [ 利用客数 18 ]     |
| 2017年（平成29年）  | 895                 | 1,174               | 2,070               | [ 利用客数 19 ]     |
| 2018年（平成30年）  | 894                 | 1,148               | 2,043               | [ 利用客数 20 ]     |
| 2019年（令和元年）  | 851                 | 1,105               | 1,957               | [ 利用客数 21 ]     |
| 2020年（令和02年）  | 326                 | 1,003               | 1,330               | [ 利用客数 22 ]     |
| 2021年（令和03年）  | 397                 | 1,023               | 1,420               | [ 利用客数 23 ]     |
| 2022年（令和04年）  | 662                 | 1,014               | 1,676               | [ 利用客数 24 ]     |
| 2023年（令和05年）  | 824                 | 998                 | 1,822               | [ 利用客数 1 ]      |

## 駅周辺
- 大仙市役所
- 秋田県立大曲高等学校
- 秋田県立大曲農業高等学校
- 秋田県立大曲工業高等学校
- 秋田修英高等学校
- 大仙市立大曲中学校
- 大仙市立大曲小学校
- 大曲郵便局
- 大曲駅前郵便局
- 大曲上大町簡易郵便局
- 大曲厚生医療センター
  - 秋田おばこ農業協同組合病院支店
- 秋田銀行大曲駅前支店
- 東北労働金庫大曲支店
- 北都銀行大曲支店
- 花火通り商店街
- タカヤナギグランマート中通店
- タカヤナギグランマート白金店
- ザ・ビッグ大曲福田店
- 雄物川（全国花火競技大会会場）
- 国道13号（大曲バイパス）
- 国道105号
  - 大曲西道路
- 秋田県道13号湯沢雄物川大曲線
- 秋田県道36号大曲大森羽後線
- 秋田自動車道 大曲インターチェンジ

## バス路線
駅前にも停留所はあるが、ほとんどの系統は「大曲バスターミナル」（西口から徒歩2分。大仙市大曲通町10-1）発着である。なお、路線バスはすべて羽後交通が運行している。
- 路線バス
  - 角館線
  - 横手大曲線 など
- コミュニティバス
  - 大仙市循環バス「200バス」（大曲駅前発着）
- 高速バス（大曲バスターミナル発着）
  - レイク&ポート号
  - グリーンライナー号

## その他
「眩い銀が美しく光る未来的な駅舎」として、東北の駅百選に選定された。

## 隣の駅
東日本旅客鉄道（JR東日本）
■秋田新幹線
角館駅 - 大曲駅 - 秋田駅
■奥羽本線
□快速（下り1本のみ運転）
横手駅 → 大曲駅 → 刈和野駅
■普通
飯詰駅 - 大曲駅 - 神宮寺駅
■田沢湖線
北大曲駅 - 大曲駅

### 記事本文